# Stroke Angel
Stroke Angel ist ein telemedizinisches Projekt, bei dem mit Hilfe eines Notarztinformationssystems Daten von Schlaganfallpatienten aus dem Rettungsdienst vorab an die Zielklinik mit einer Stroke Unit übertragen werden. Durch die Vorabinformation können die Prozesse bei der Übergabe und der Weiterversorgung der Patienten in der Klinik optimiert werden. Derzeit wird das Konzept auf weitere Krankheitsbilder (Cardio Angel, Trauma Angel) übertragen.
Das Projekt, welches in dieser Form zum ersten Mal einen direkten Patientennutzen von pervasive Computing in der Notfallmedizin aufzeigte, wurde 2008 mit dem Golden Helix Award ausgezeichnet.